# Busturialdea-Urdaibai

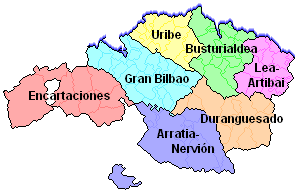
Les set comarques de Biscaia.

Busturialdea-Urdaibai és una comarca de la província de Biscaia (País Basc). Limita a l'oest amb la comarca d'Uribe, a l'est amb la comarca de Lea-Artibai i al sud amb el Duranguesat, totes territori de Biscaia. És hereva de l'antiga Merindad de Busturia.

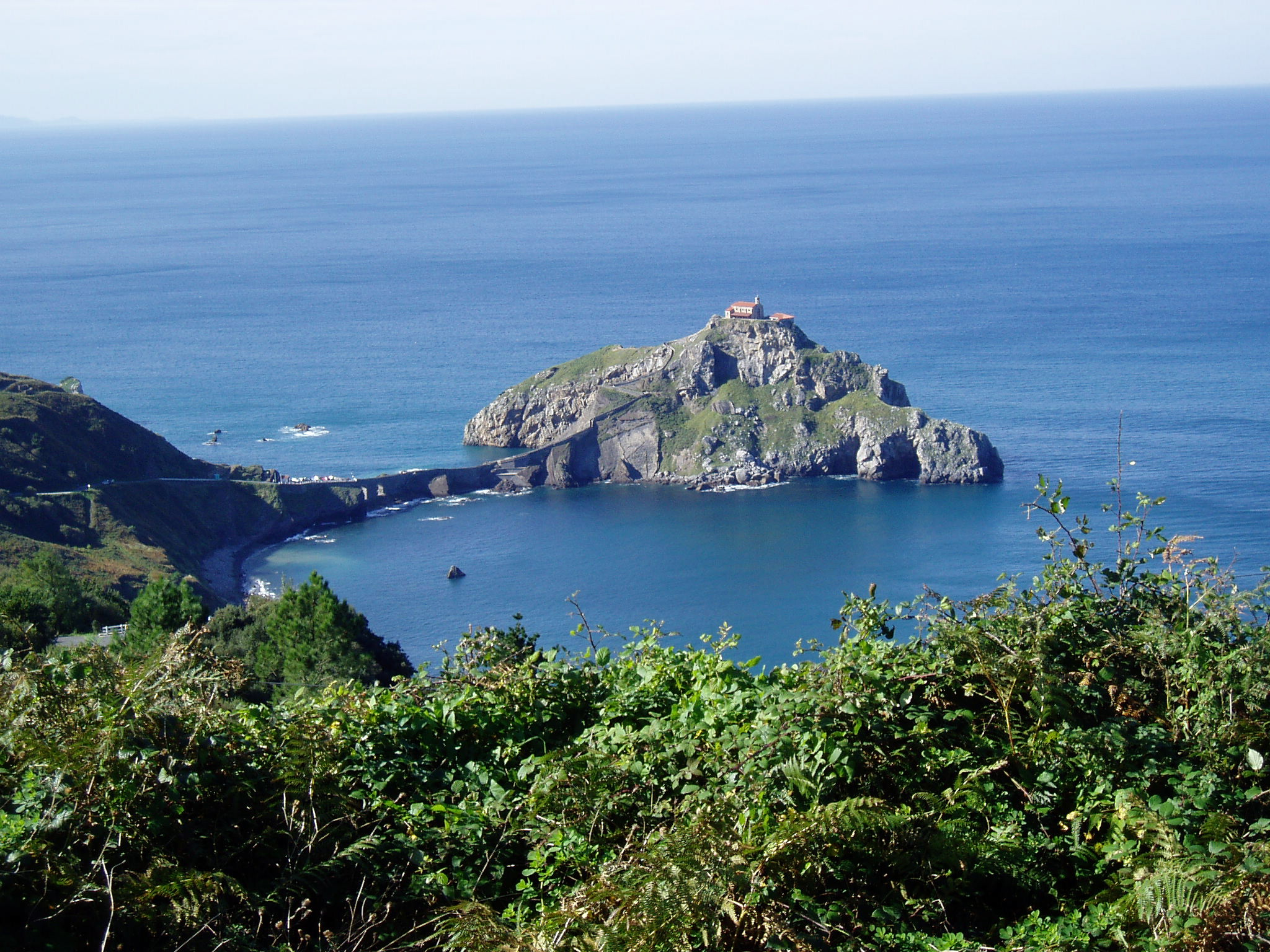
San Juan de Gaztelugatxe, Bermeo

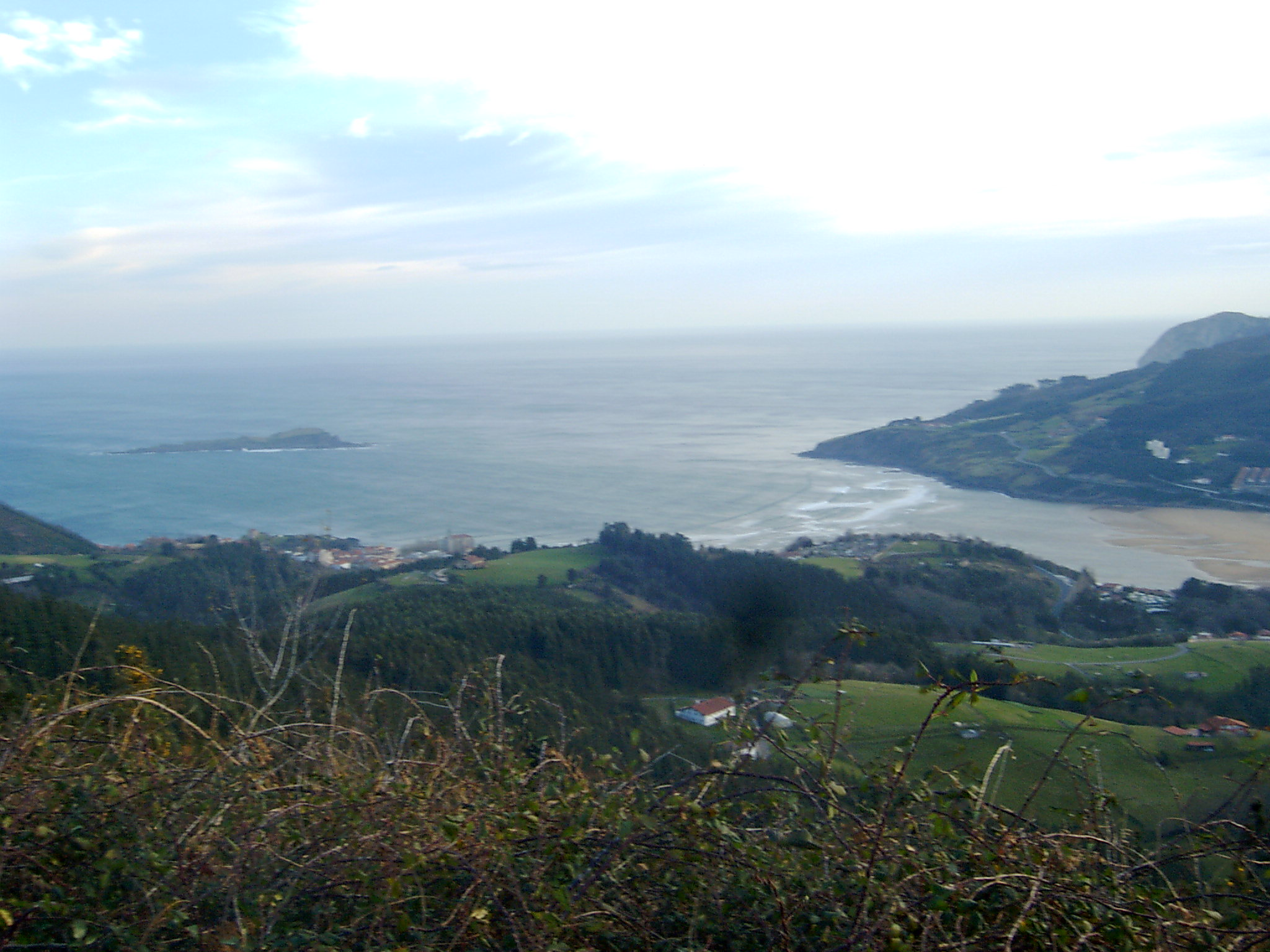
Urdaibai

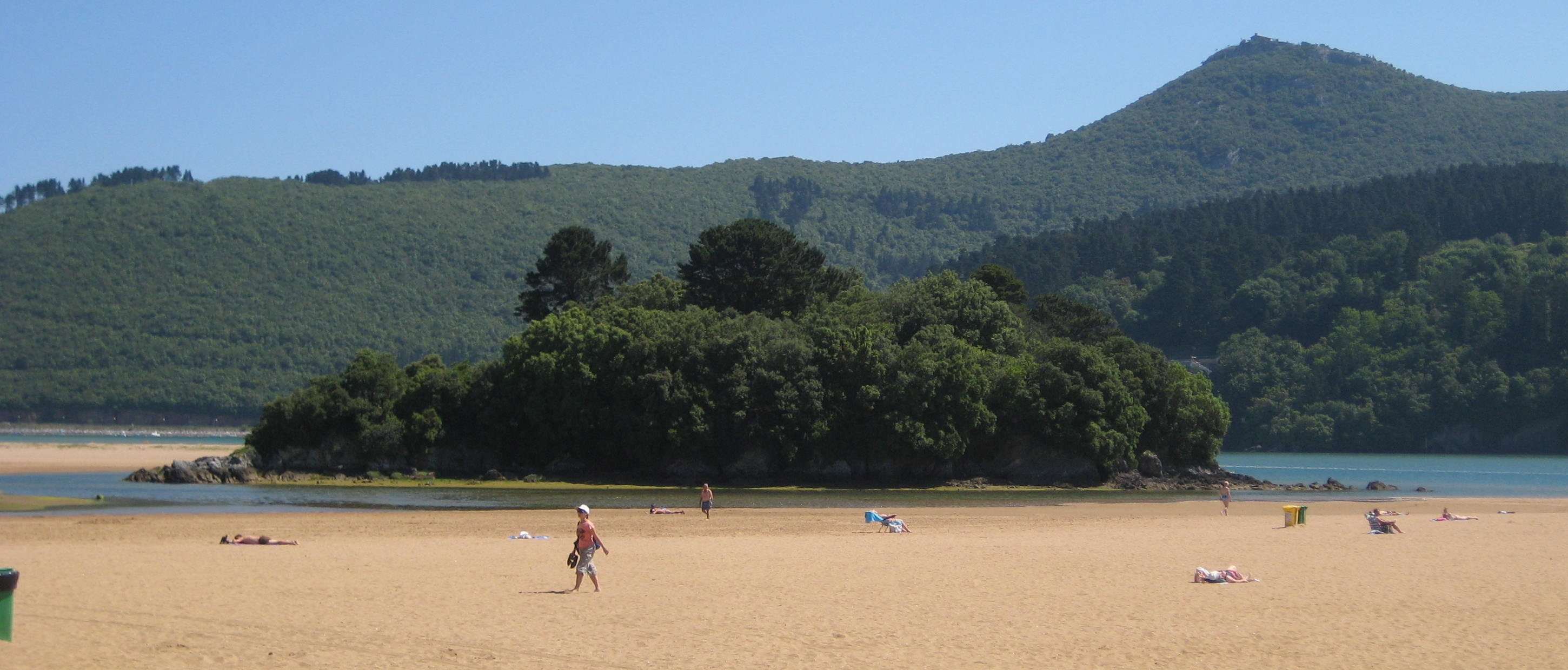
Platja de San Antonio, Sukarrieta

## Municipis
|                  | Municipi         | Població | Superfície km² |
| ---------------- | ---------------- | -------- | -------------- |
| Ajangiz          | Ajangiz          | 457      | 7,35           |
| Arratzu          | Arratzu          | 388      | 10,34          |
| Bermeo           | Bermeo           | 17.144   | 34,12          |
| Busturia         | Busturia         | 1.745    | 19,63          |
| Kortezubi        | Kortezubi        | 423      | 11,91          |
| Ea               | Ea               | 886      | 14,17          |
| Elantxobe        | Elantxobe        | 402      | 1,85           |
| Ereño            | Ereño            | 278      | 10,67          |
| Errigoiti        | Errigoiti        | 537      | 16,42          |
| Forua            | Forua            | 969      | 7,94           |
| Gautegiz Arteaga | Gautegiz-Arteaga | 910      | 13,57          |
| Gernika-Lumo     | Gernika-Lumo     | 16.812   | 8,47           |
| Ibarrangelu      | Ibarrangelu      | 641      | 15,56          |
| Mendata          | Mendata          | 378      | 22,39          |
| Morga            | Morga            | 406      | 17,6           |
| Muxika           | Muxika           | 1.468    | 50,02          |
| Mundaka          | Mundaka          | 1.940    | 4,15           |
| Murueta          | Murueta          | 302      | 5,45           |
| Nabarniz         | Nabarniz         | 227      | 11,75          |
| Sukarrieta       | Sukarrieta       | 357      | 2,3            |

## Galeria d'imatges

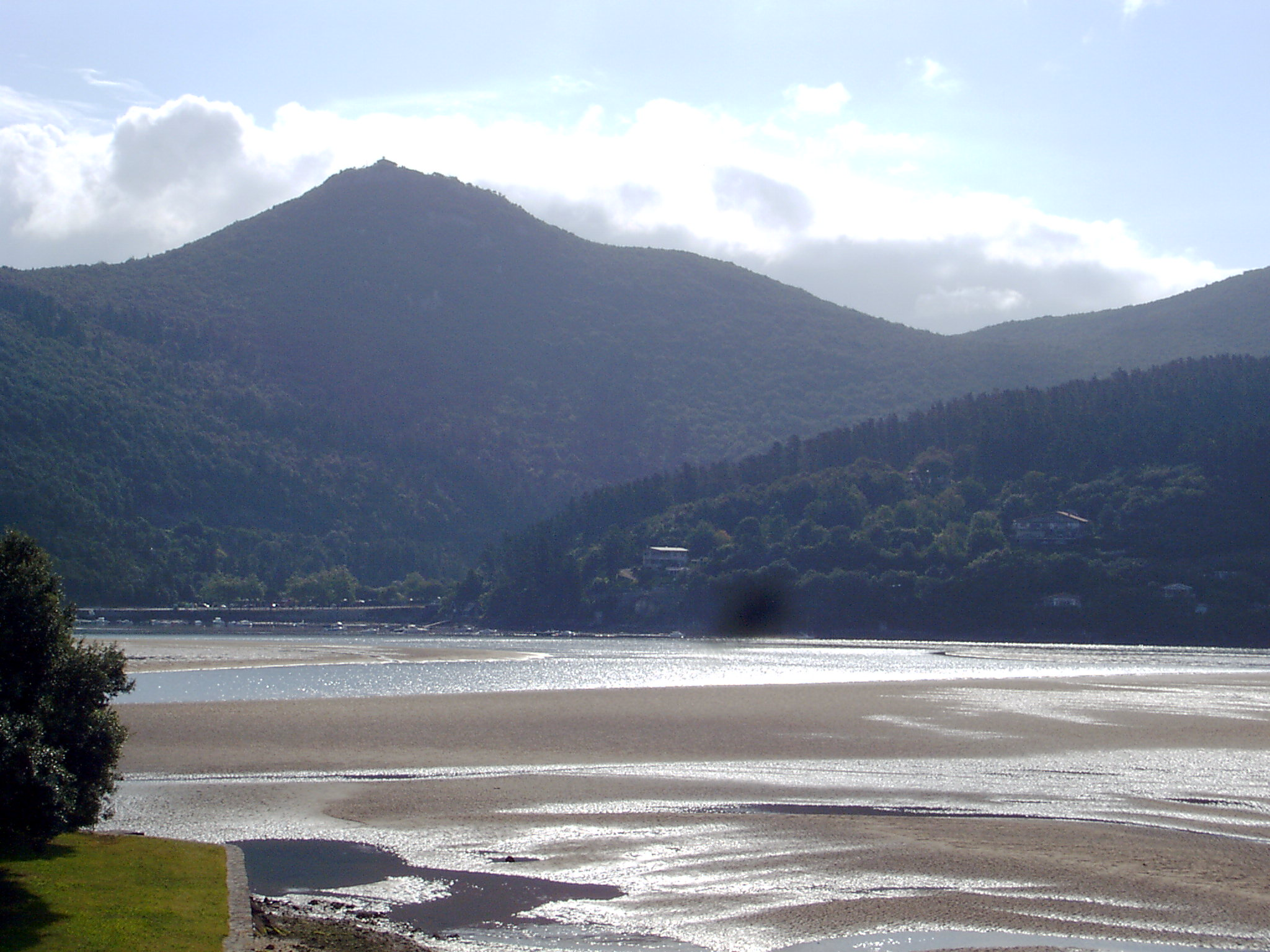
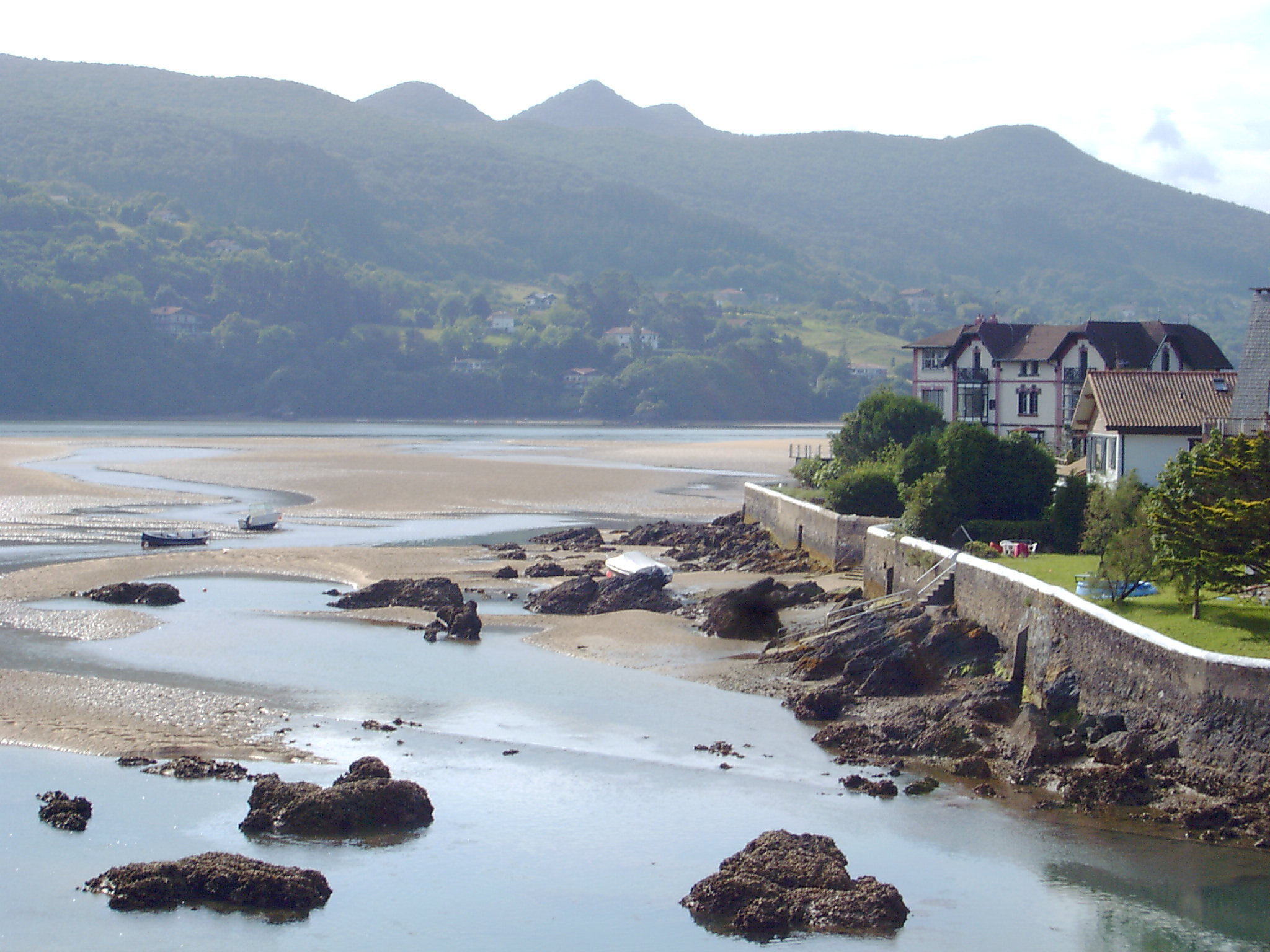
Sukarrieta
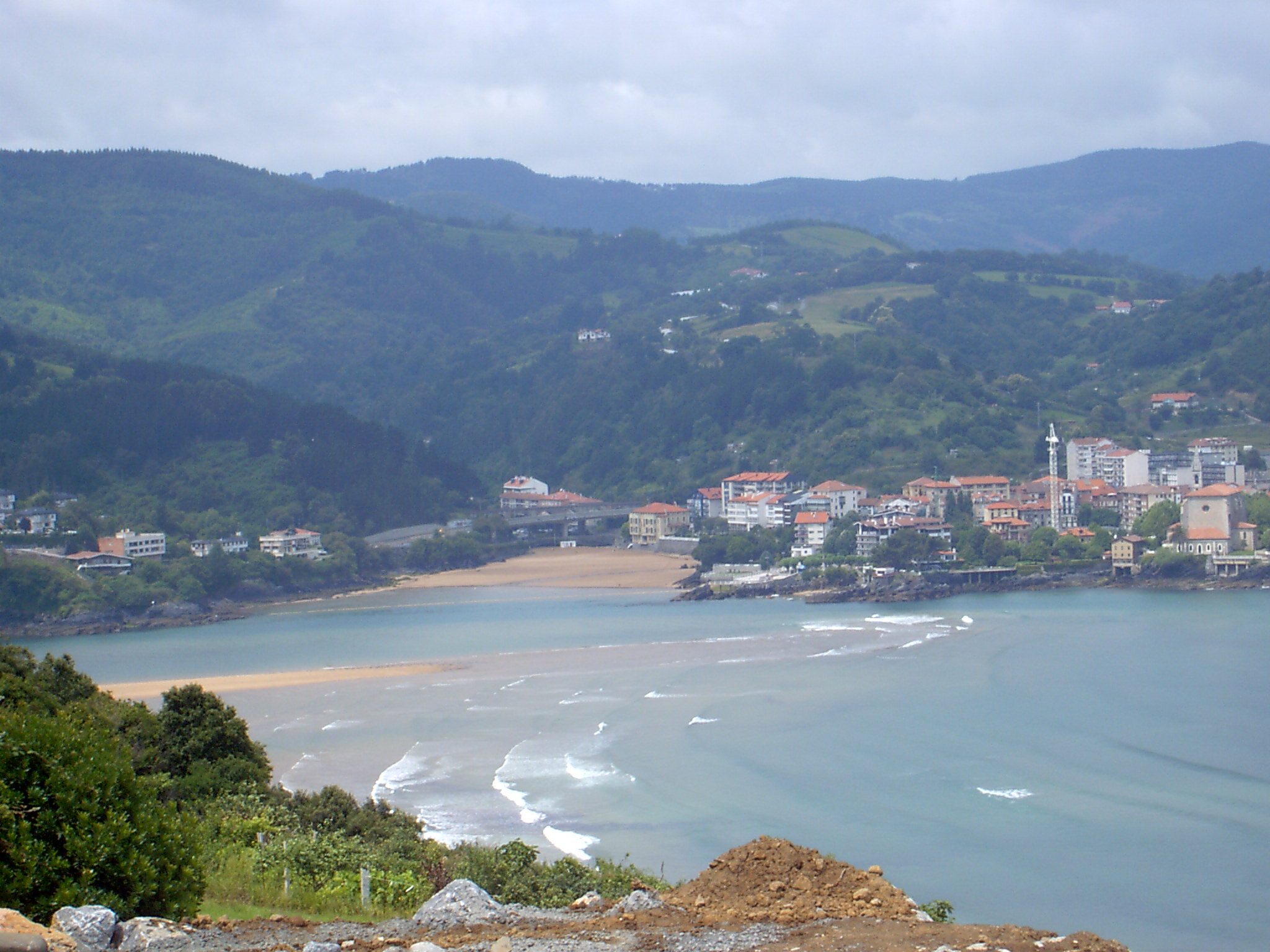
Mundaka
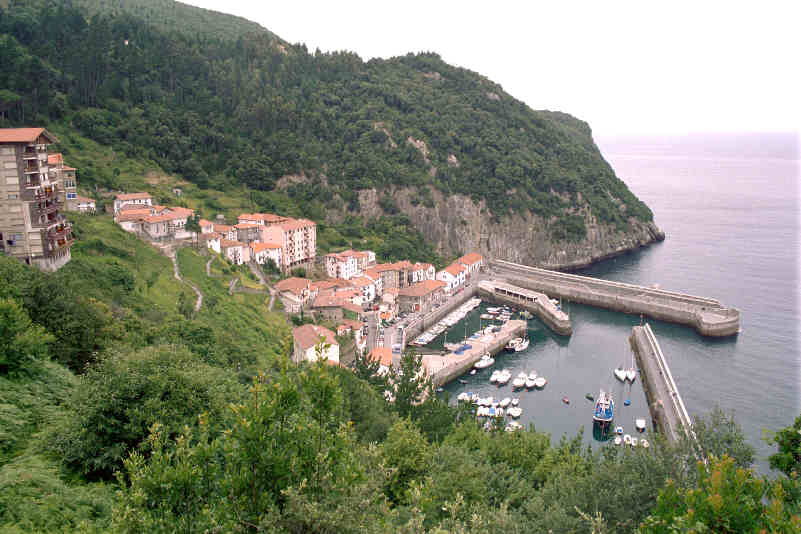
Elantxobe
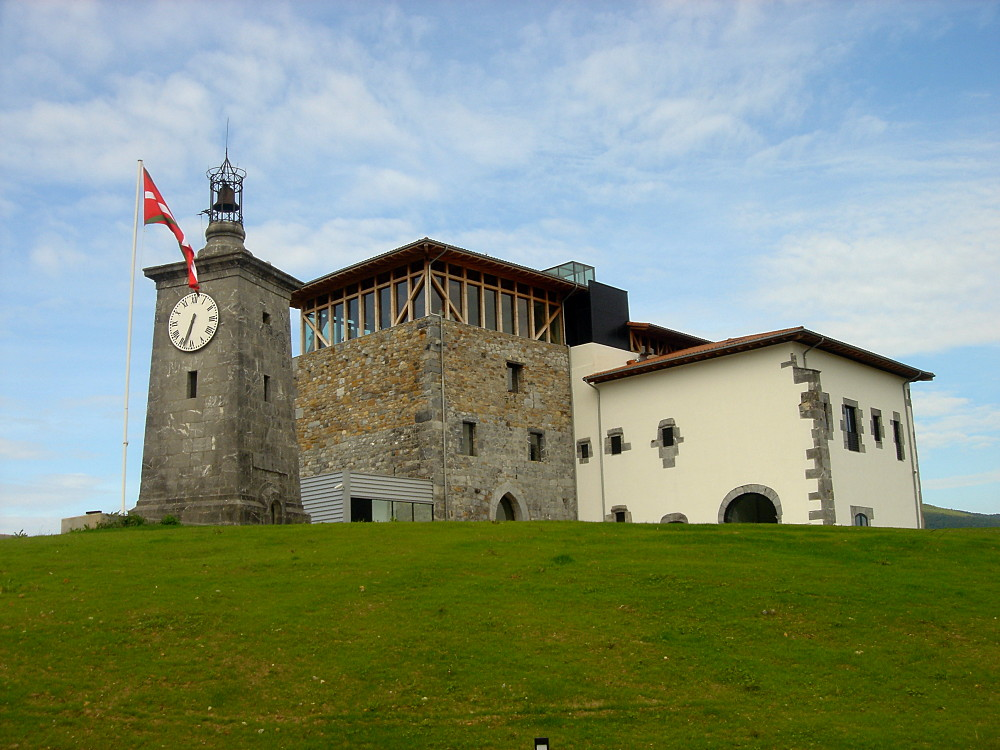
Torre Madariaga, Busturia
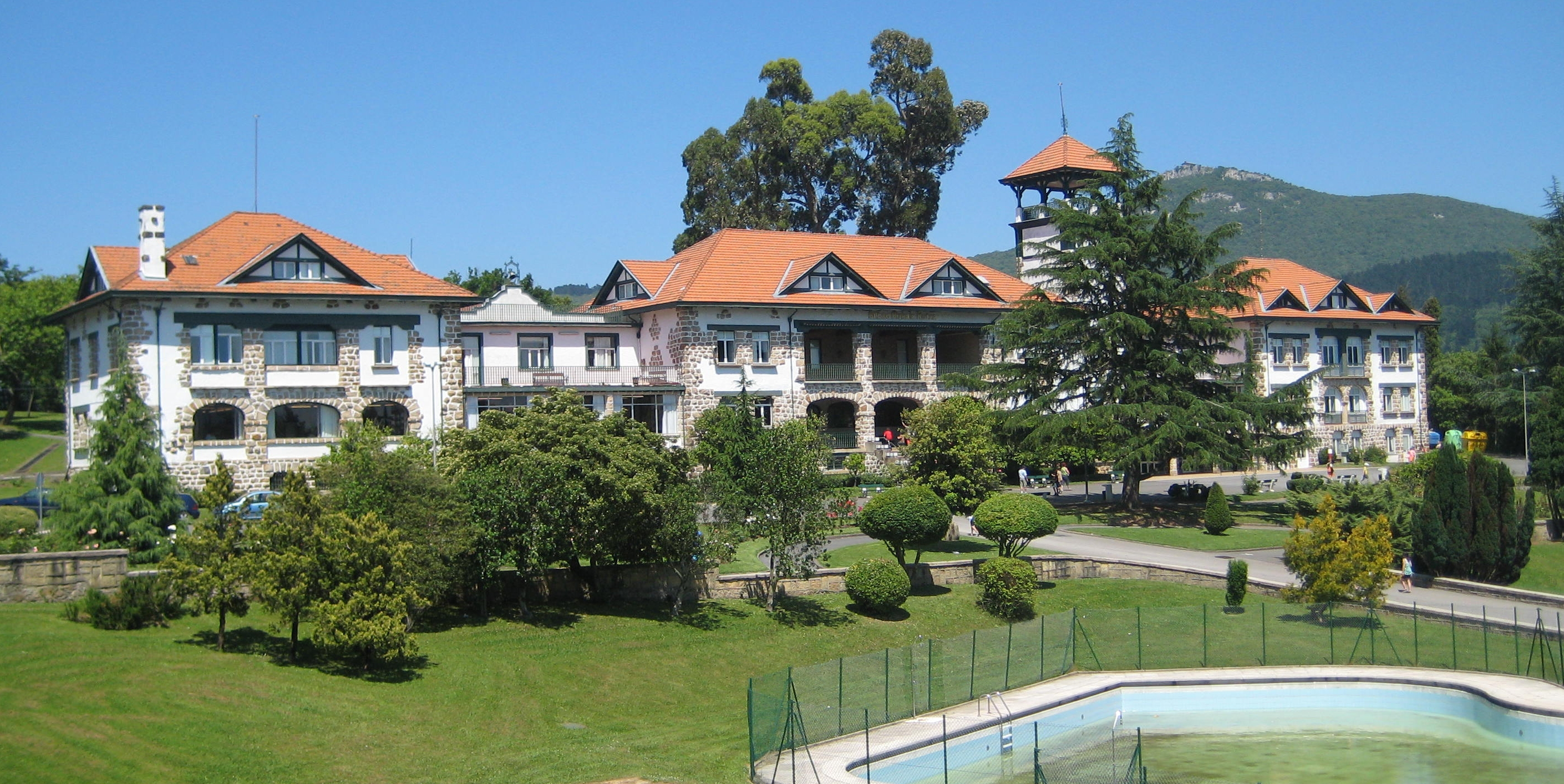
Colònia infantil, Sukarrieta
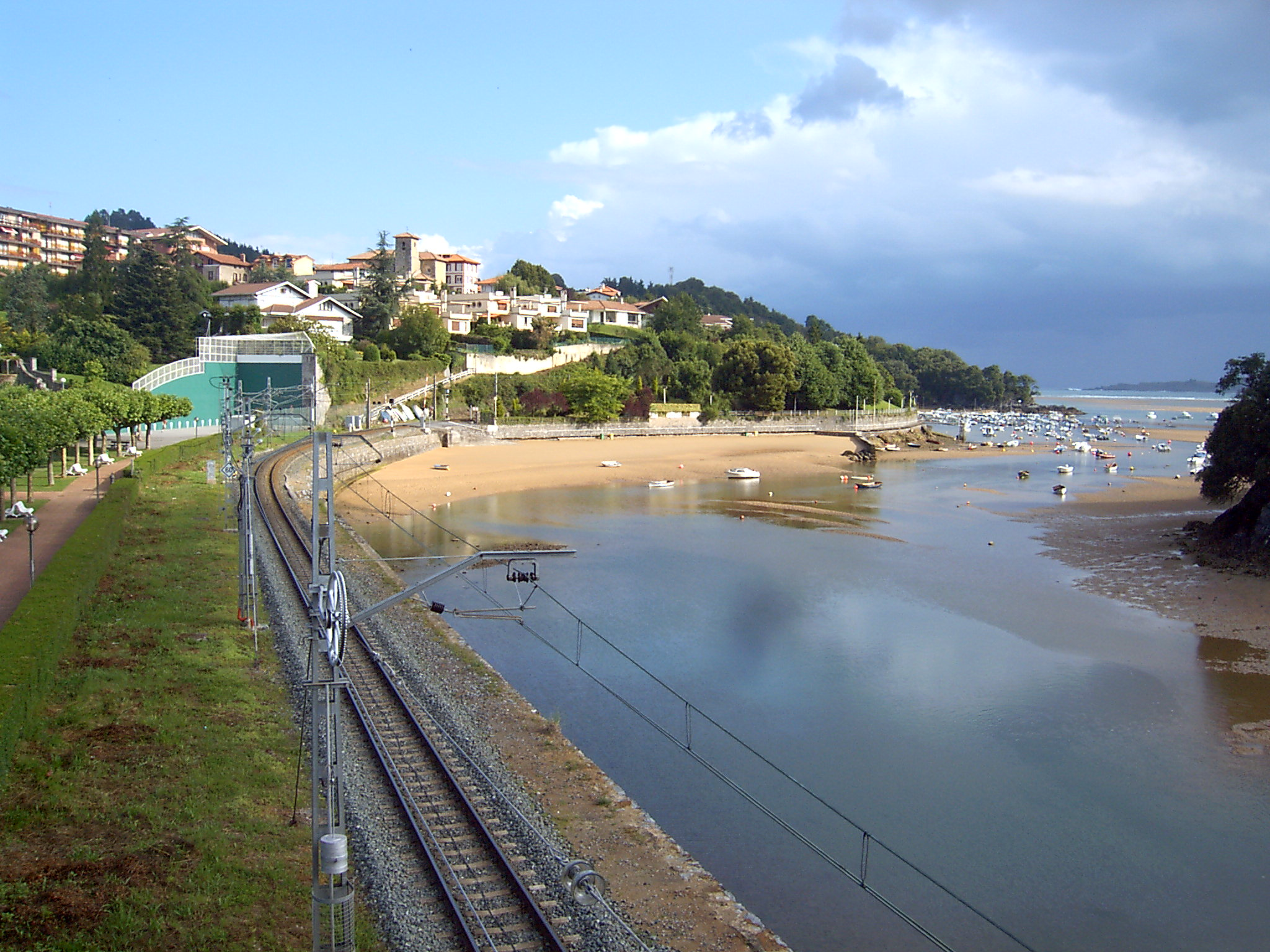
Sukarrieta
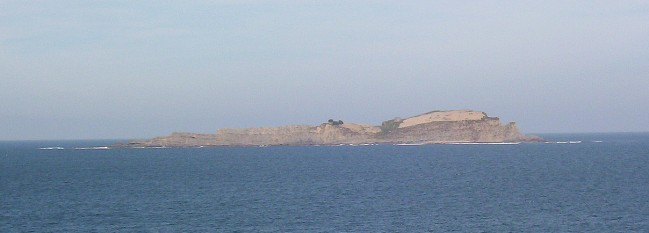
Illa de Izaro
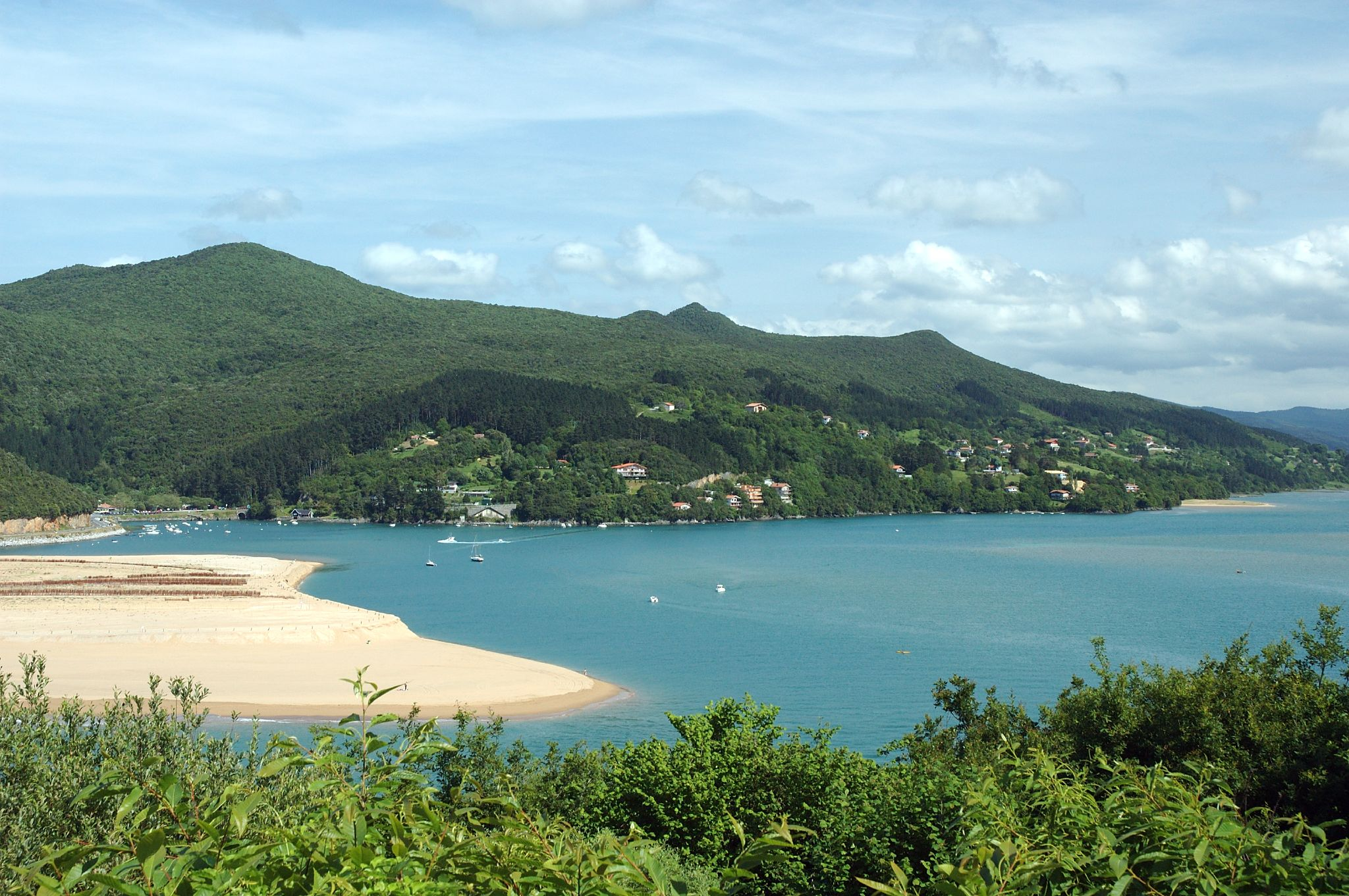
Platja de Laida, Ibarrangelu
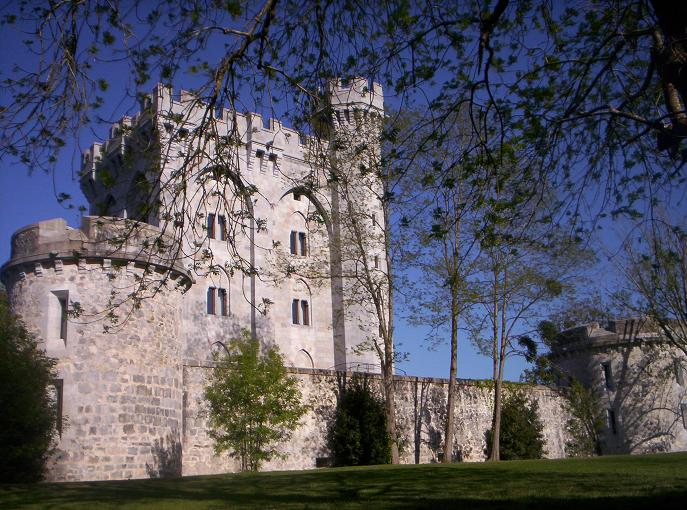
Castillo d'Arteaga, Gautegiz-Arteaga
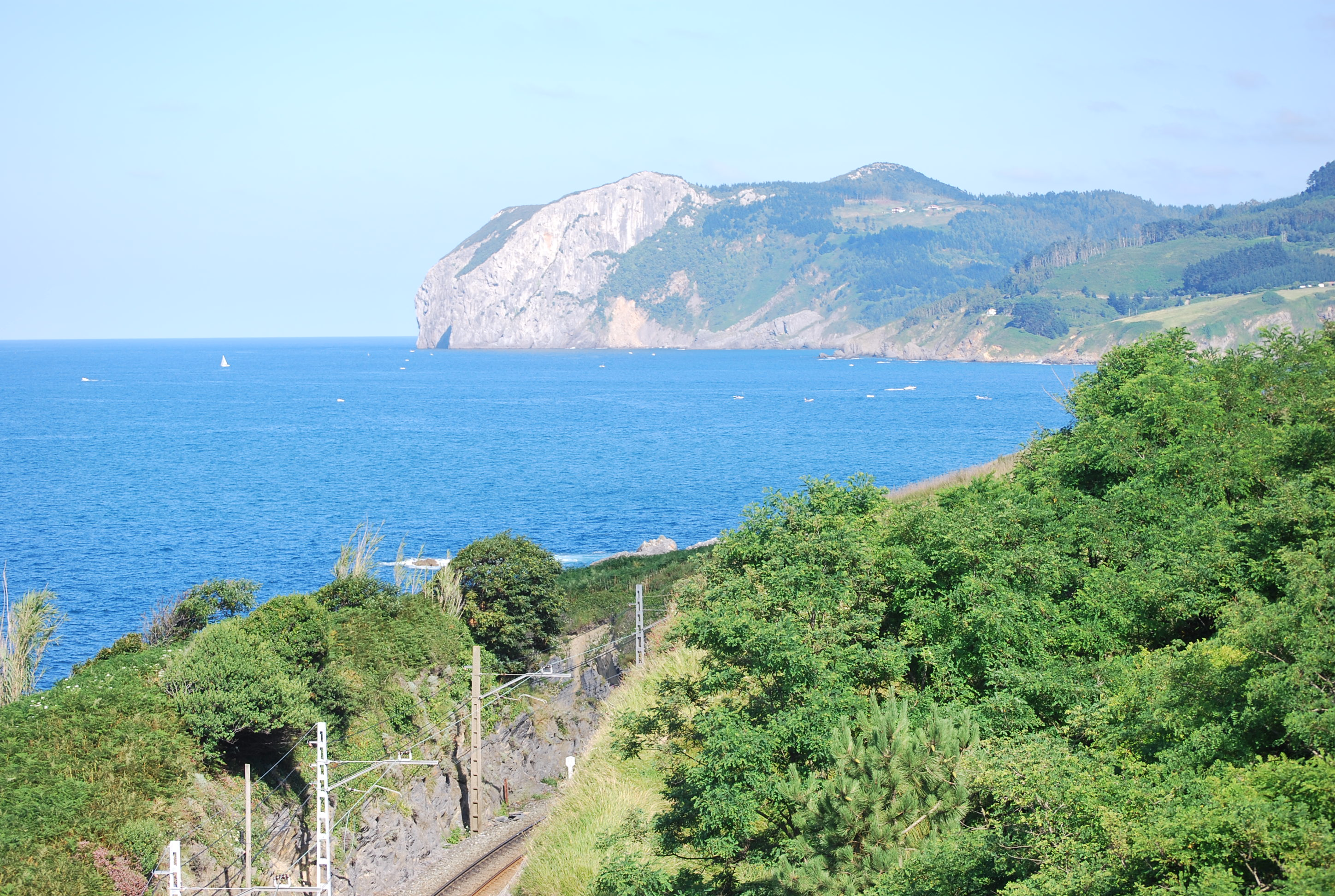
Cap de Ogoño
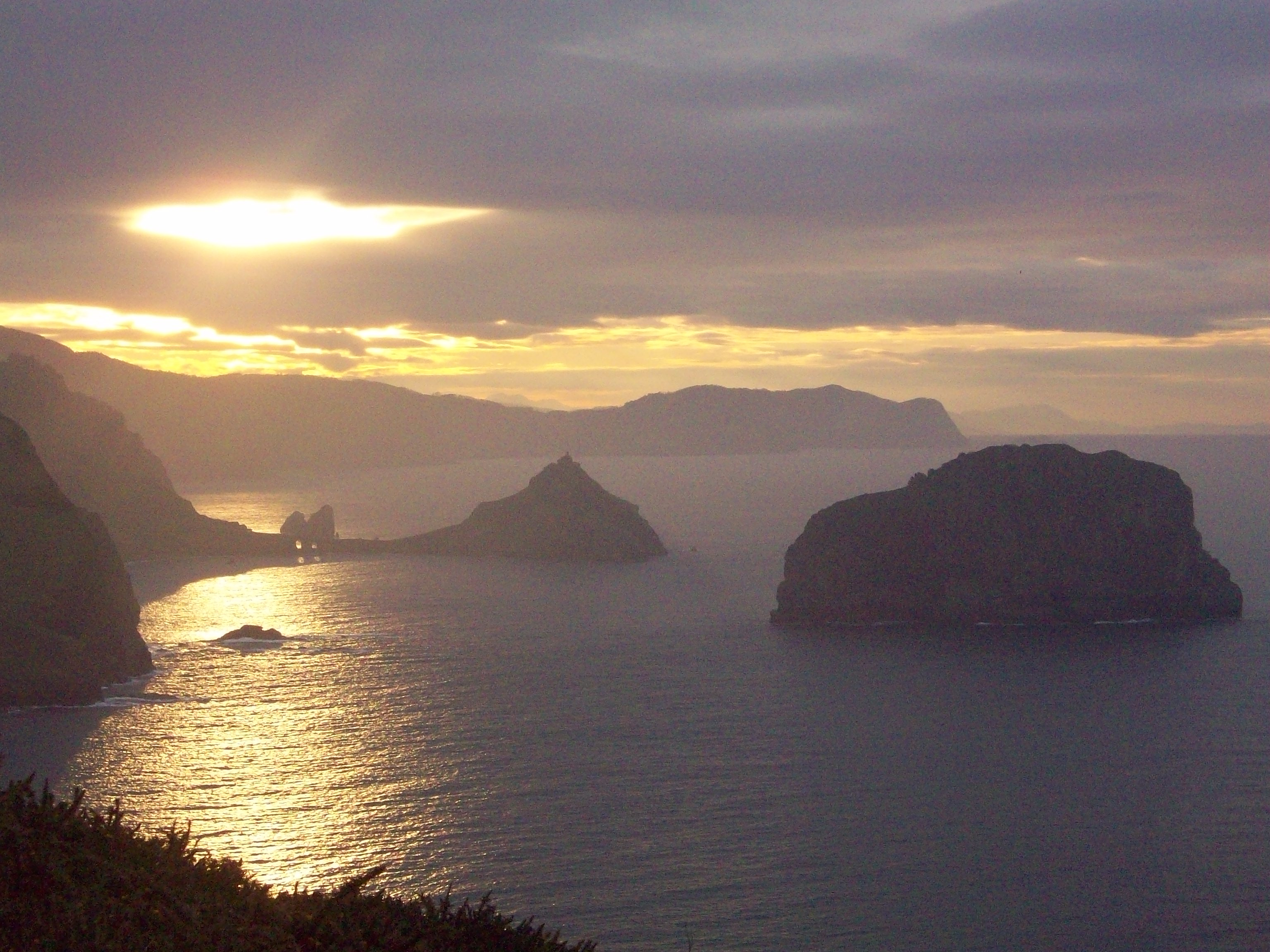
San Juan de Gaztelugatxe i l'illa de Akatz, Bermeo
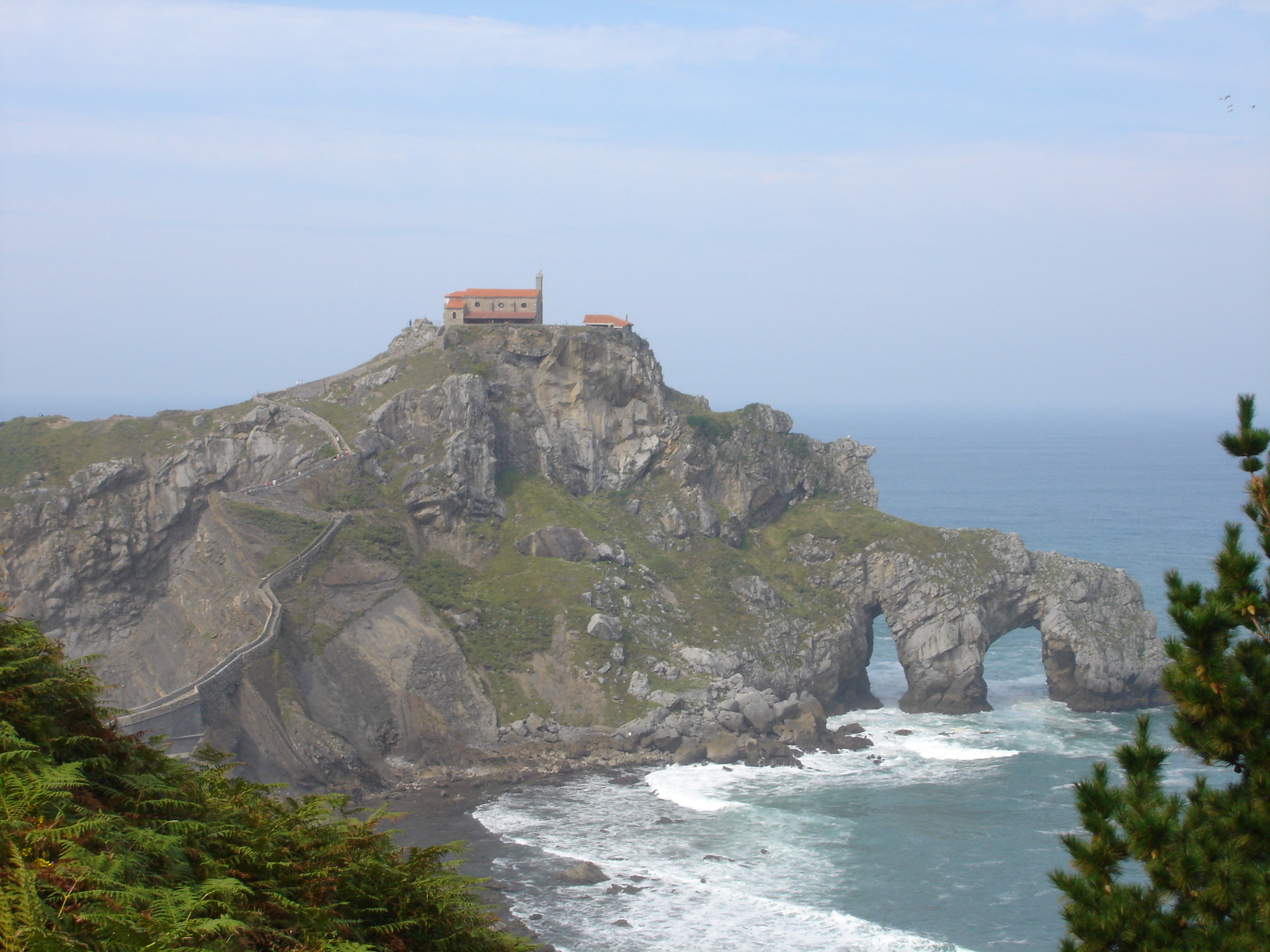
San Juan de Gaztelugatxe, Bermeo
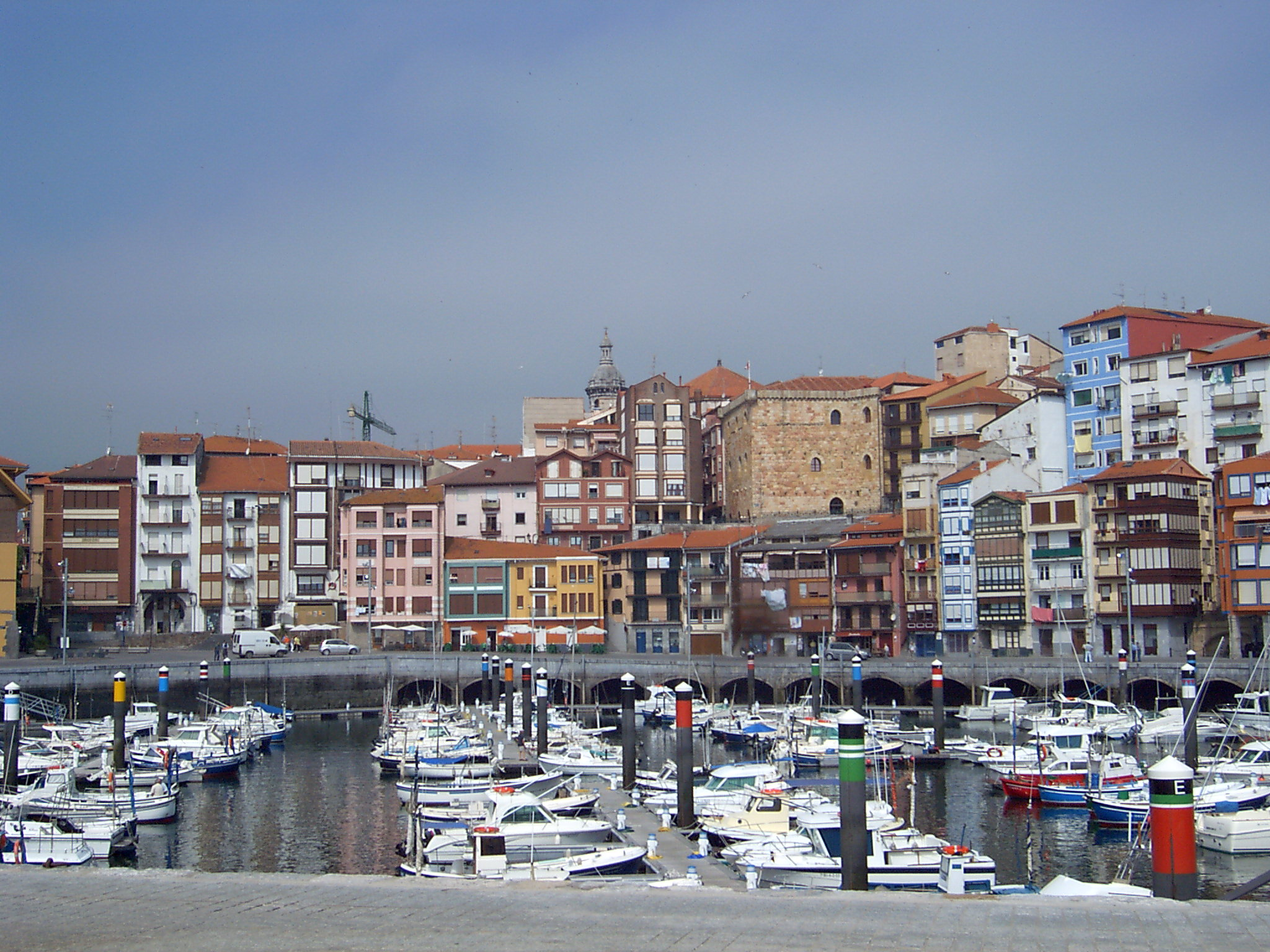
Port de Bermeo
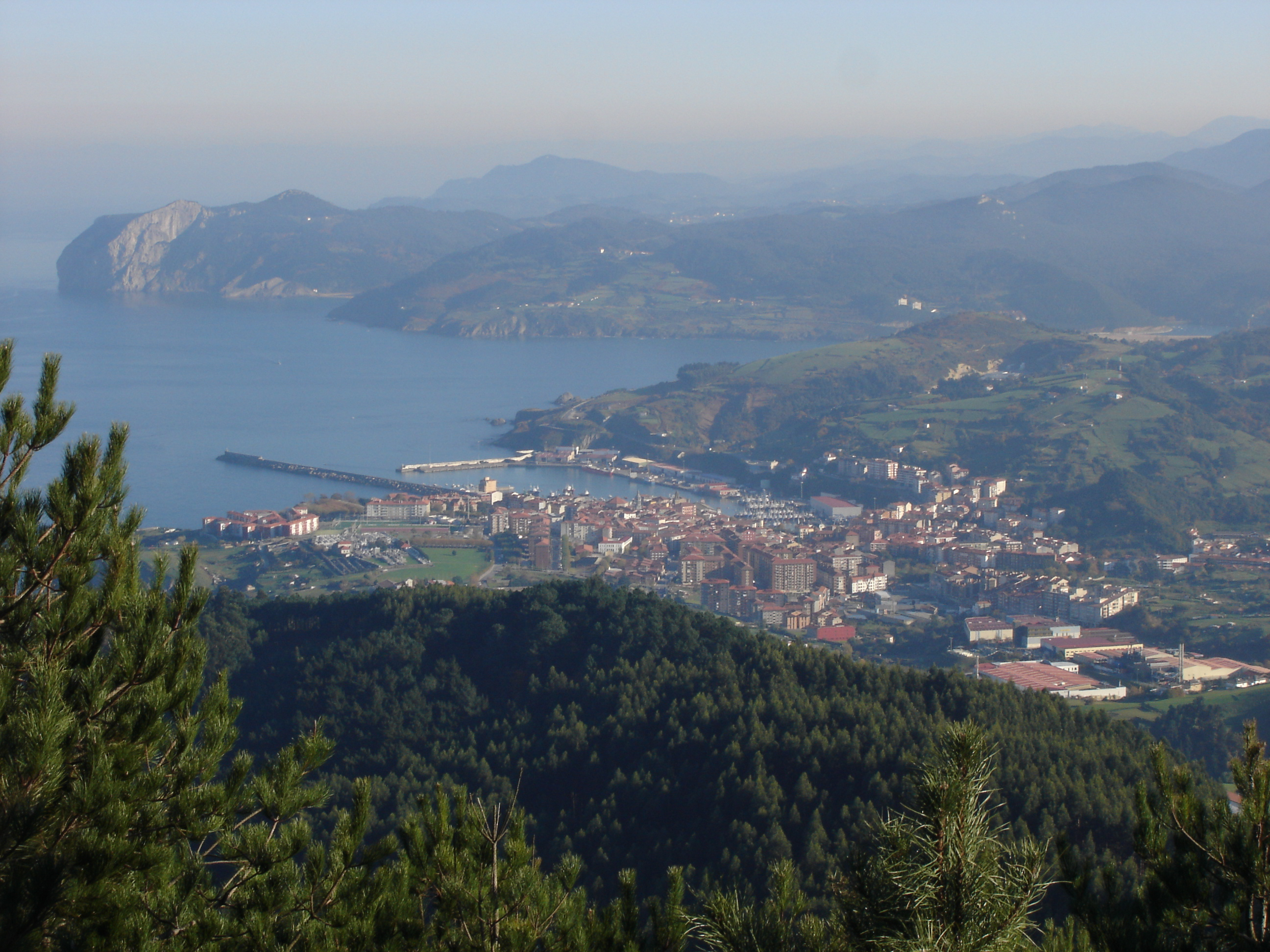
Vista general de Bermeo
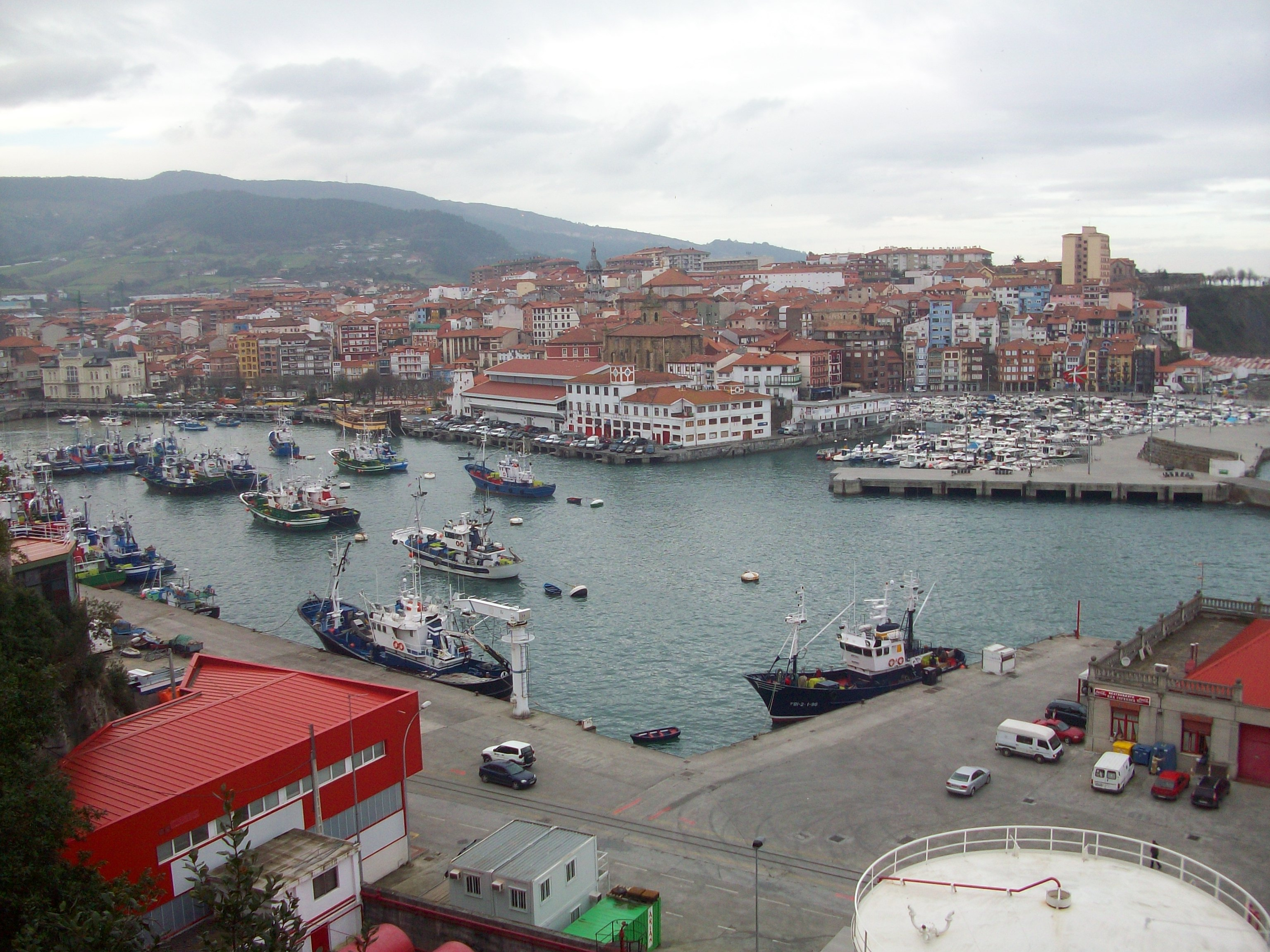
Bermeo
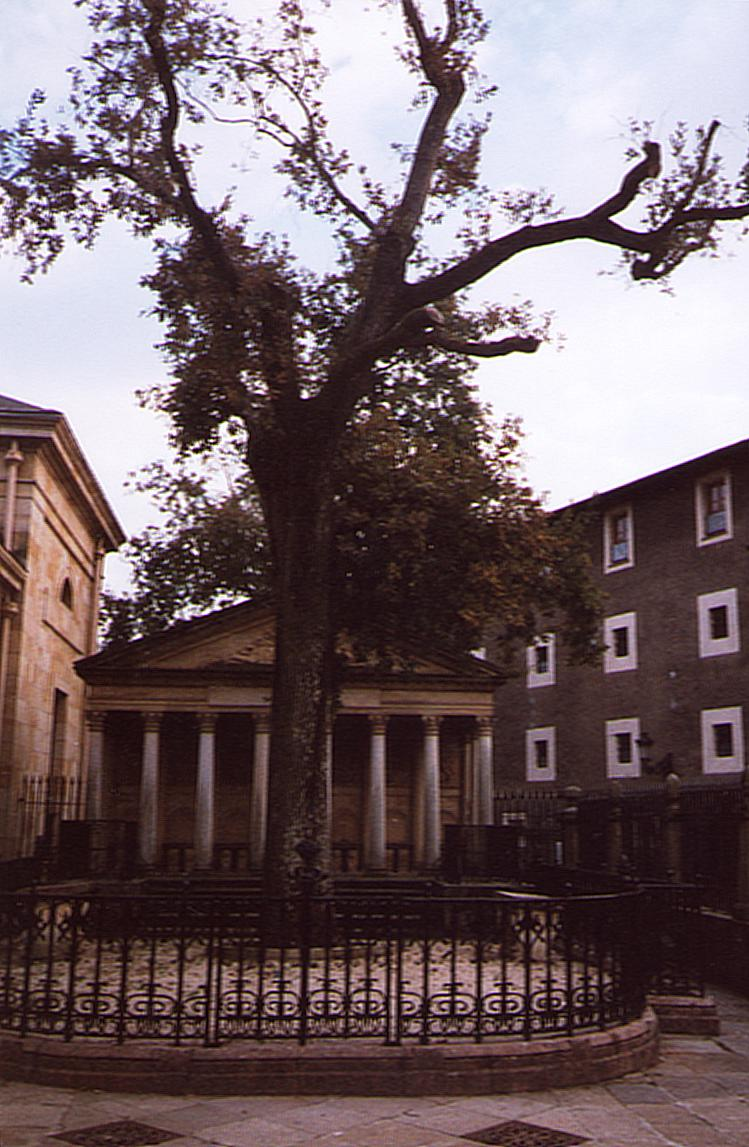
Arbre de Gernika
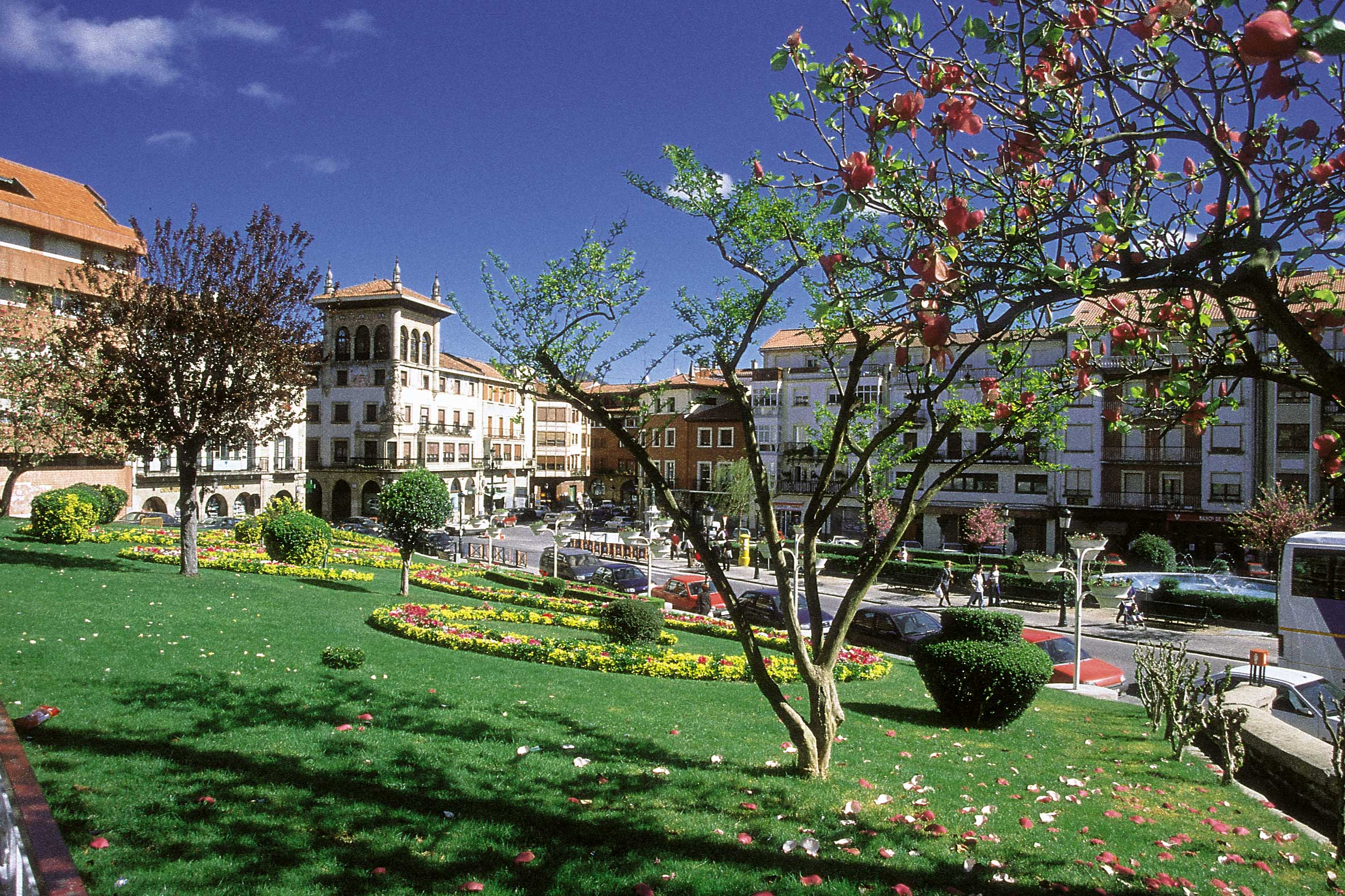
Gernika
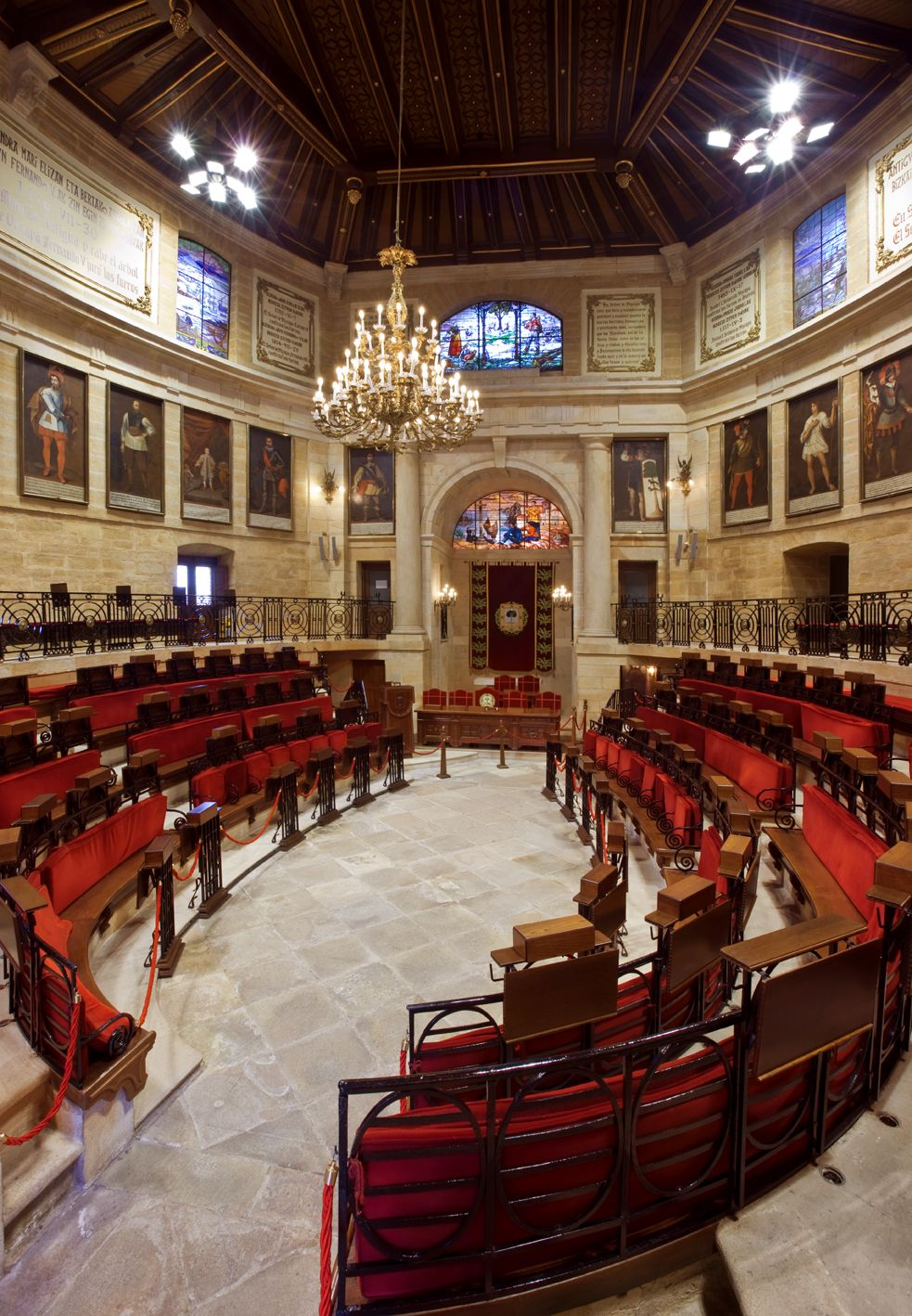
Casa de Juntes de Biscaia, Gernika
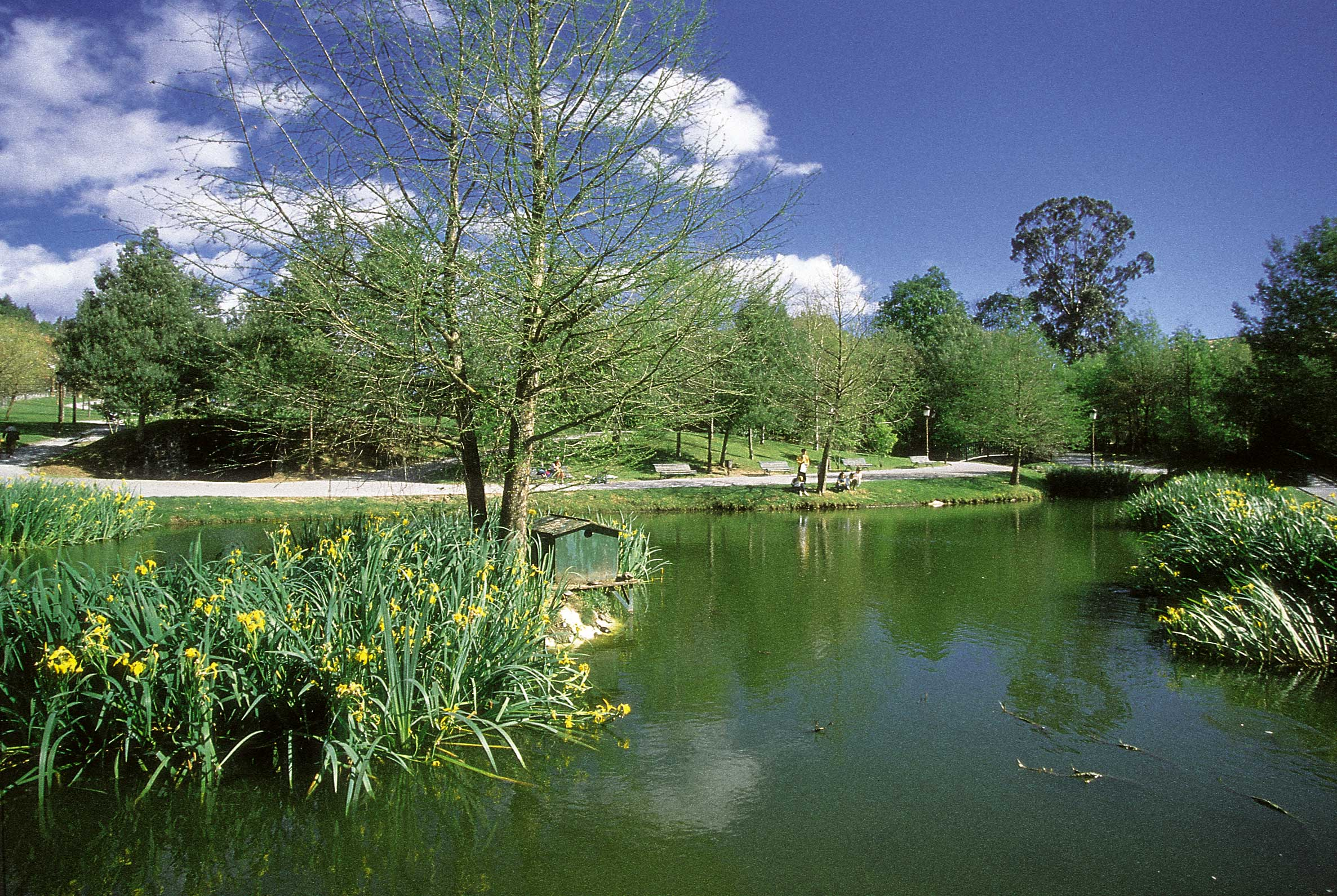
Parc Europa, Gernika
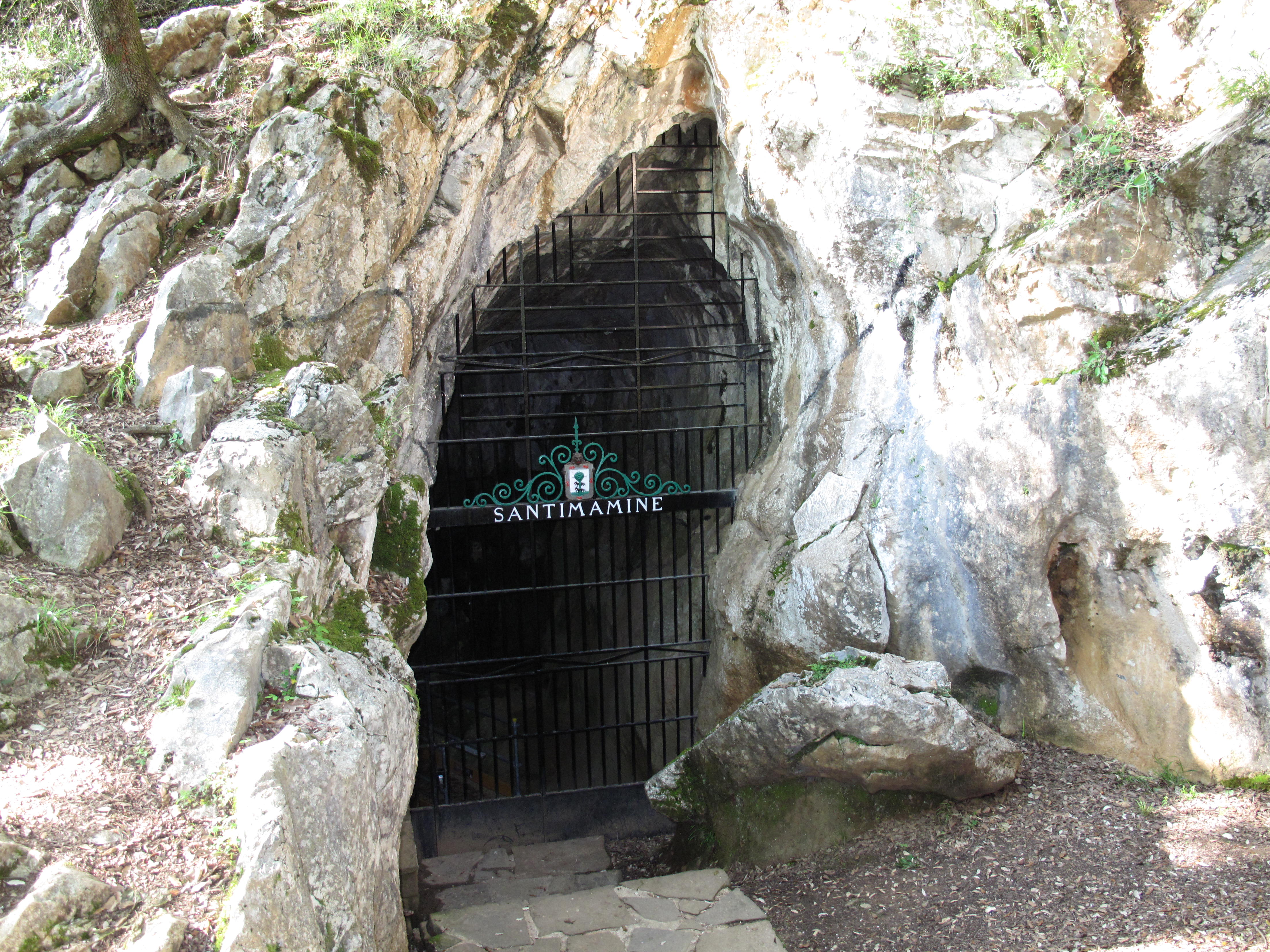
Cova de Santimamiñe, Kortezubi
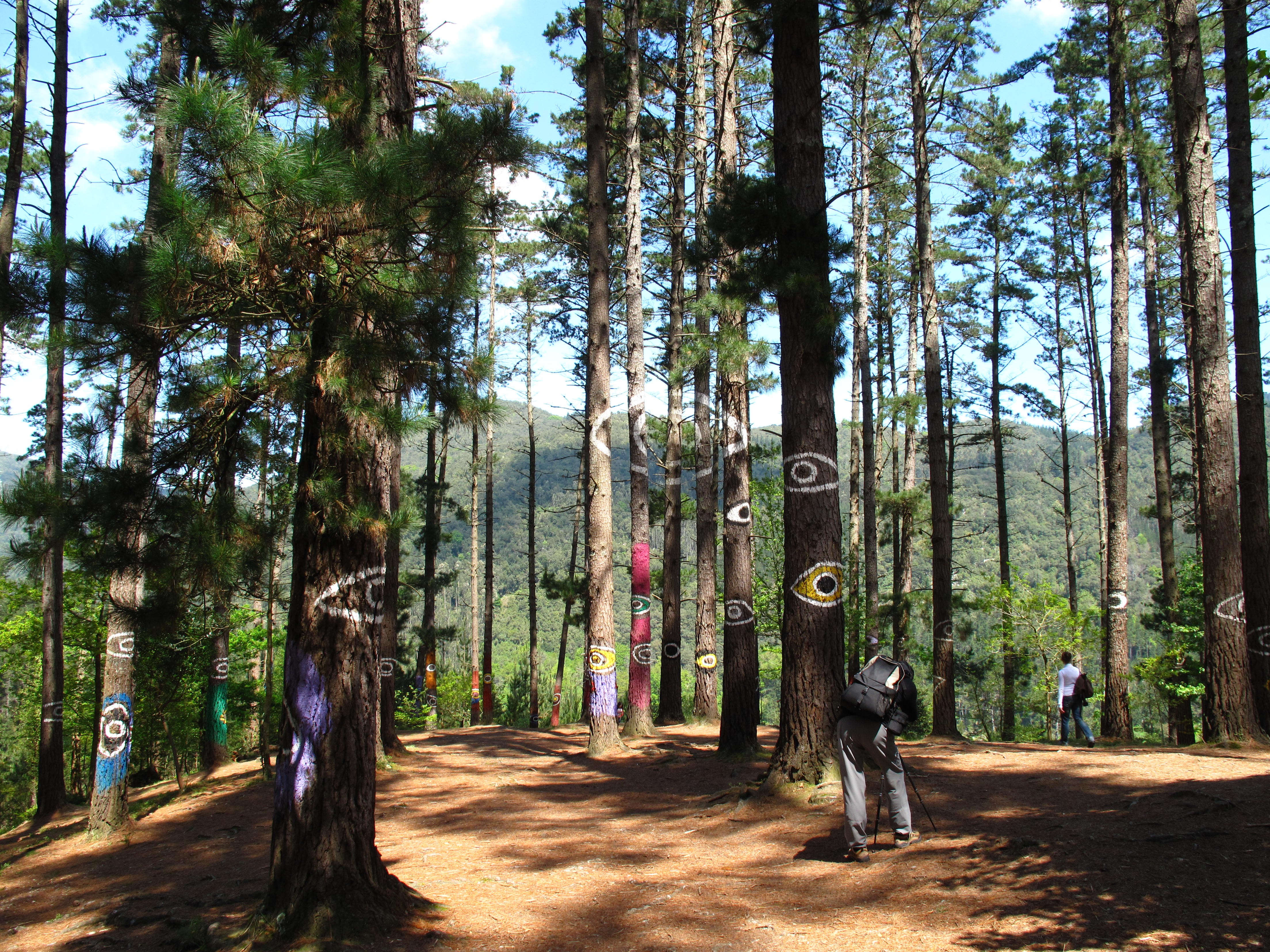
Bosc de Oma, Kortezubi

## Personatges il·lustres
- Kepa Enbeita "Urretxindorra" (1878-1942), bertsolari i músic.
- Rafael Iriondo (1918-), entrenador de futbol
- Luis Villasante (1920-2000), lingüista.
- Nestor Basterretxea (1924-), escultor.
- Bitoriano Gandiaga (1928-2001), frare i escriptor
- Manuel Leginetxe (1941-), periodista
- Edorta Jimenez (1953-), escriptor en basc
- Antonio Karmona Herrera (1968-), futbolista
- David Seco (1973), ciclista de ciclocròs

D'aquests 20 municipis, 19 formen part des de 1984 de la Reserva de la Biosfera d'Urdaibai (UNESCO), al que cal sumar el Parc Natural del Gorbea i el Parc Natural d'Urkiola.